# Heizmannia ruiliensis
Heizmannia ruiliensis är en tvåvingeart som beskrevs av Dong, Zhou och Wang 1997. Heizmannia ruiliensis ingår i släktet Heizmannia och familjen stickmyggor. Inga underarter finns listade i Catalogue of Life.